# Freya von Moltke
Freya von Moltke (Colônia, 29 de março de 1911 - Norwich, 1 de janeiro de 2010) foi uma participante do grupo de resistência anti-nazista, o Círculo de Kreisau, co-fundada por seu marido, Helmuth James Graf von Moltke. Durante a II Guerra Mundial, seu marido agiu para subverter os abusos de direitos humanos nos territórios ocupados pela Alemanha e se tornou um membro fundador do Círculo de Kreisau, cujos membros se opuseram ao governo de Adolf Hitler. O governo nazista executou seu marido por traição após ele ter discutido com o Círculo de Kreisau as perspectivas de uma Alemanha com base em princípios morais e democráticos que poderiam se desenvolver após Hitler. Von Moltke preservou as cartas em que seu marido detalhava suas atividades durante a guerra e ela também narrou acontecimentos desse período sob sua perspectiva. Ela apoiou a fundação de um centro para a compreensão internacional na antiga propriedade von Moltke em Krzyzowa (antiga Kreisau) na Polonia.

## Início
Von Moltke nasceu Freya Deichmann em Colonia, Alemanha, filha do banqueiro Carl Theodor Deichmann e sua esposa, Ada von Schnitzler. Em 1930, ela começou a estudar Direito na Universidade de Bonn e participou de seminários na  Universidade de Breslau, onde trabalhou como pesquisadora para o seu futuro marido. Em 18 de Outubro de 1931, ela se casou com Helmuth James Graf von Moltke, em Colonia, Alemanha. O casal residiu inicialmente numa casa modesta de von Moltke em Kreisau, na Silésia (alemão: Schlesien), então na Alemanha, mas hoje faz parte da Polônia. Eles se mudaram para Berlim para que ele pudesse completar a sua formação. Ela também estudou direito em Berlim e se graduou em 1935 na Universidade Humboldt de Berlim.

## Pre-Guerra
Após seus estudos, ela passava os verões na propriedade dos von Moltke no estado de Kreisau onde seu marido, Graf, cuidava das atividades agrícolas da fazenda - uma atividade atípica de um alemão nobre - antes de se tornar supervisor. Freya von Moltke trabalhou ativamente na fazenda, enquanto seu marido começou a estudar Direito Internacional em Berlim para se tornar advogado.
Em 1933, Adolf Hitler, o líder do Partido Nazista, se tornou Chanceler da Alemanha, e o marido de von Moltke previu que este evento seria um desastre para a Alemanha. Os nazistas imediatamente revogaram os direitos individuais e aboliram a Constituição com a Lei Habilitante de 1933, através da manipulação do  Reichstag. Os von Moltke incentivaram seus superintendentes a se juntar ao Partido Nazista para proteger a comunidade de Kreisau da interferência do governo.
Em 1937 ela deu à luz seu primeiro filho, Helmuth Caspar. Depois, ela viveu em Kreisau o ano todo. Seu marido herdou a propriedade Kreisau em 1939.

## Tempos de Guerra
Em 1939, Segunda Guerra Mundial começou com a invasão alemã a Polonia. O marido de Von Moltke foi imediatamente “elaborar no início da campanha polonesa pelo Alto Comando das Forças Armadas, Serviço de Contra-Inteligência, Divisão de Estrangeiro, como um perito em lei marcial e direito internacional público.”  Em suas viagens através de países ocupados pelos alemães, seu marido observava muitas violações dos direitos humanos, que ele tentou impedir, insistindo que a Alemanha deveria observar a Convenção de Genebra e por meio de ações locais na criação de resultados mais benignos para habitantes locais, citando princípios jurídicos. Em outubro de 1941, seu marido, escreveu: "Certamente, mais de mil pessoas são assassinadas desta forma todos os dias, e mais mil homens alemães estão habituados a matar ... O que devo dizer quando me perguntam: E o que você fez durante esse tempo "? Na mesma carta, ele disse: "Desde sábado os judeus de Berlim estão sendo encurralados. Em seguida, eles são enviados com o que podem levar .... Como alguém pode saber dessas coisas e andar livre? "
Em 1941 von Moltke deu à luz seu segundo filho, Konrad, em Kreisau.
Em Berlim o marido de von Moltke tinha um círculo de conhecidos que se opunham ao nazismo e que se reuniam com freqüência lá, mas em três ocasiões se reuniram na Kreisau. Estes três encontros acidentais foram a base para o termo "Círculo de Kreisau." As reuniões em Kreisau tinham uma agenda de tópicos de discussão bem organizados, começando com os relativamente inócuos como cobertura. Os temas da primeira reunião de maio de 1942 incluiram o fracasso das instituições educacionais e religiosas alemãs para afastar a ascensão do nazismo. O tema do segundo encontro, no outono de 1942 foi de reconstrução pós-guerra, assumindo a derrota provável da Alemanha. Isto incluiu o planejamento econômico e auto-governo, desenvolvendo um conceito de pan-europeu que antecedeu a União Europeia. A terceira reunião em junho de 1943, foi dirigida em como lidar com o legado de crimes de guerra nazistas após a queda da ditadura. Estas e outras reuniões resultaram em "Princípios para a Nova Ordem" e "Instruções aos Comissários Regionais" onde o marido de von Moltke pediu para ela se esconder em um lugar onde nem mesmo ele sabia.
Em 19 de janeiro de 1944 a Gestapo prendeu o marido de von Moltke por precaução. Ela foi autorizada a visitá-lo e descobriu que poderia continuar a trabalhar e receber documentos. Em 20 de julho de 1944 houve um atentado contra a vida de Hitler, que a Gestapo usou como um pretexto para eliminar adversários do regime nazista. Em janeiro de 1945, Helmuth von Moltke foi julgado, condenado e executado por um " Tribunal Popular" da Gestapo por traição, depois de ter discutido com o grupo Círculo de Kreisau as perspectivas de uma Alemanha com base na moral e princípios democráticos que poderiam se desenvolver após Hitler.

## Deixando Kreisau
Na primavera de 1945 von Moltke e outra viúva do Círculo de Kreisau foram com suas famílias para a Checoslováquia para evitar a ofensiva russa, que em última análise, contornaria Kreisau. Após a queda de Berlim, em 2 de maio de 1945, os russos enviaram um pequeno destacamento para ocupar Kreisau. Usando palavras improvisadas em russo e tcheco, ela obteve uma passagem segura para ambas as famílias retornarem à Kreisau para esconder. Uma empresa russa foi instalada na propriedade dos von Moltke para "supervisionar a colheita", durante o verão de 1945. Quando os poloneses começaram a ocupar as fazendas de pequeno porte, desocupadas por alemães, os russos se tornaram protetores dos ocupantes do imóvel dos von Moltke.
Depois de uma viagem a Berlim, onde conheceu Allen Dulles e receber rações de um americano para a difícil viagem de retorno a Silésia para recuperar seus filhos, von Moltke seguiu o conselho de Gero von Schulze-Gaevernitz para sair de Kreisau. Gaevernitz era um oficial americano, que veio inspecionar as condições na Silésia. Von Moltke deu-lhe para manter seguras as cartas que o marido tinha escrito para ela, que ela havia escondido em suas colméias. Graças a amigos britânicos de seu marido, emissários da Embaixada Britânica na Polônia, ela consegue a sua evacuação da Polônia.

## Transições
Após fugir da Silésia, von Moltke mudou-se para a África do Sul, onde se estabeleceu com seus dois filhos, Caspar e Konrad. Lá, ela trabalhou como assistente social e terapeuta para deficientes. Em 1956, incapaz de tolerar o Apartheid, ela voltou para Berlim, onde iniciou seu trabalho de divulgação do Círculo de Kreisau. Lá, ela recebeu apoio neste esforço de Eugen Gerstenmeier, então presidente da Bundestag, entre outros. Em 1960 mudou-se para  Norwich, Vermont, para se juntar ao filósofo social, Eugen Rosenstock-Huessy, que morreu em 1973. Com 75, von Moltke tornou-se uma cidadão norte-americana a fim de prosseguir o seu interesse em participar do sistema político dos EUA.
Ela morreu en Norwich, Vermont em 1 de Janeiro de 2010 com 98 anos.

## Legado
Após a Segunda Guerra Mundial, Von Moltke divulgou ativamente as idéias e ações de seu marido durante a guerra, para servir como um exemplo de princípios de resistência. Já em 1949, ela viajou para os Estados Unidos para uma palestra sobre "Alemanha: Passado e presente", "Alemanha: totalitarismo versus democracia", "A juventude alemã e a nova educação", e "A posição das mulheres na nova Alemanha."
Von Moltke tem sido objeto de muitas entrevistas e artigos. Ela disse ao entrevistador, Owings: "As pessoas que viveram a época nazista, e que ainda vivem, que não perderam suas vidas porque eles se opunham, todos tiveram de fazer compromissos."
Com a reunificação alemã, von Moltke foi favorável a transformação da antiga propriedade dos von Moltke em Kreisau em um ponto de encontro para promover a compreensão mútua Germano-Polaco e Européia. Polônia e Alemanha investiram 30 milhões de marcos alemães na renovação do local. Foi inaugurado em 1998 como o Internationale Jugendbegegnungsstätte Kreisau (Centro Kreisau para a Juventude Mundial). Em 2004, um fundo foi criado, o Freya von Moltke Stiftung für das Neue Kreisau (Freya von Moltke Foundation for the New Kreisau), para promover o apoio a longo prazo do ponto de encontro e ainda mais o trabalho feito lá. A partir de 2007, von Moltke apoiou ativamente esta iniciativa como o presidente honorária do conselho de curadores da Fundação para o Entendimento Europeu Kreisau (a entidade de apoio para o local da reunião Kreisau) e do Instituto de Infra-estrutura Cultural, Sachsen em Görlitz.
Sua vida serviu de base de uma peça de Marc Smith intitulada Uma Viagem para Kreisau.
Um documentário da diretora Rachel Freudenburg sobre a vida de Freya von Moltke, incluindo sua última entrevista em inglês, estreou no instituto Goethe em Boston em 23 de Janeiro de 2011.

### Elogios
Em 1999, o Dartmouth College concedeu a von Moltke o doutorado honorário em Letras Humanas por seus escritos sobre a resistência alemã durante a Segunda Guerra Mundial. No mesmo ano, ela aceitou o Bruecke Prize da cidade de  Görlitz, Germany, em reconhecimento ao trabalho de sua vida.
Von Moltke se reuniu com três chanceleres alemães em conexão com o trabalho de sua vida, Helmut Kohl em 1998, para apresentá-lo ao Internacional Kreisau Youth Center construído em Krzyzowa, Gerhard Schroeder em 2004 em uma cerimônia para honrar os resistentes ao nazismo, e Angela Merkel em 2007, em uma comemoração ao centenário de seu marido, Helmuth von Moltke. Na Festa de 11 de marco de 2007,Merkel descreveu Helmuth von Moltke com um simbolo da "Coragem Europeia".